# 원바이오젠
원바이오젠(Wonbiogen Co., Ltd.)는 대한민국의 습윤 드레싱제 제조 기업이다. 본사는 경상북도 구미시 1공단로5길 56 ㈜원바이오젠에 위치해 있다. 대표이사는 김원일이다.

## 종속기업
- 제이앤코스

## 참고 문헌
1. ↑  2023 Investor Relations 원바이오젠,
2. ↑  조민서, 신한금융투자, 원바이오젠, 2020년 11월 20일
3. ↑  한국IR협의회 기술분석보고서- 원바이오젠, Jun 29, 2023